# Robert Siatka
Robert Siatka (nascut el 20 de juny de 1934) és un exfutbolista francès que jugava com a defensa.
És conegut en el futbol de clubs per haver jugat amb el Reims de la dècada de 1950 que va arribar a les finals de la Copa d'Europa de 1956 i 1959. Va jugar com a titular la final de la Copa d'Europa de 1956, que l'Stade de Reims va perdre contra el Madrid 4-3 a i que inauguraría una ratxa de cinc victòries consecutives dels madrilenys en aquesta competició.
Va jugar amb la selecció francesa a l'Eurocopa de 1960.

## Vida personal
Siatka va néixer a França i és d'ascendència polonesa.
Amb les morts del francès Michel Hidalgo, el 26 de març de 2020, i de l'espanyol Paco Gento, el 18 de gener de 2022, Siatka és l'únic jugador viu de la primera final de la Copa d'Europa.